# Matchball (Sportbegriff)
Der Matchball (englisch match „Wettkampf“, „Spiel“) ist das den Wettkampf für eine der spielenden Mannschaften oder Spieler entscheidende Ereignis. Dies trifft auf Ballsportarten zu, welche zeitlich nicht limitiert sind. Bei zeitlich begrenzten Ballsportarten wie Fußball, Handball oder Hockey ist der Wettkampf nach einer bestimmten Zeit beendet, wobei als Resultat auch ein Unentschieden als Ergebnis stehen kann (Ausnahme: Sudden Death). Bei Ballsportarten – wie Badminton, Squash, Tennis, Tischtennis, Volleyball – gibt es immer einen Sieger, also nie ein Unentschieden (Ausnahmen bilden Mannschaftsvergleichskämpfe in den erstgenannten vier Sportarten). Der sportliche Wettkampf in diesen Ballsportarten ist oft noch in kleinere Abschnitte wie Satz oder Spiel unterteilt. Die diese Teile entscheidenden Ereignisse bezeichnet man synonym als Satzball bzw. Spielball. Im Badminton werden diese Ereignisse Satzpunkt bzw. Spielpunkt genannt.